# Powiat świecki

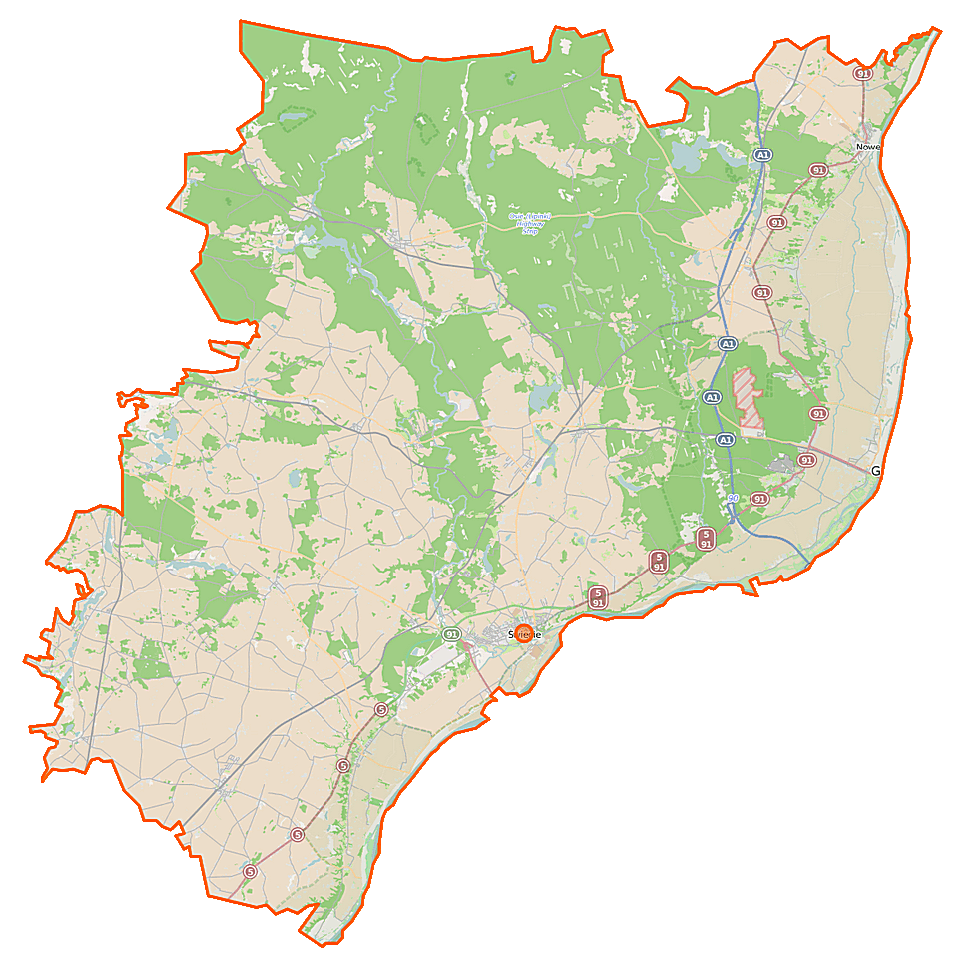
Mapa powiatu

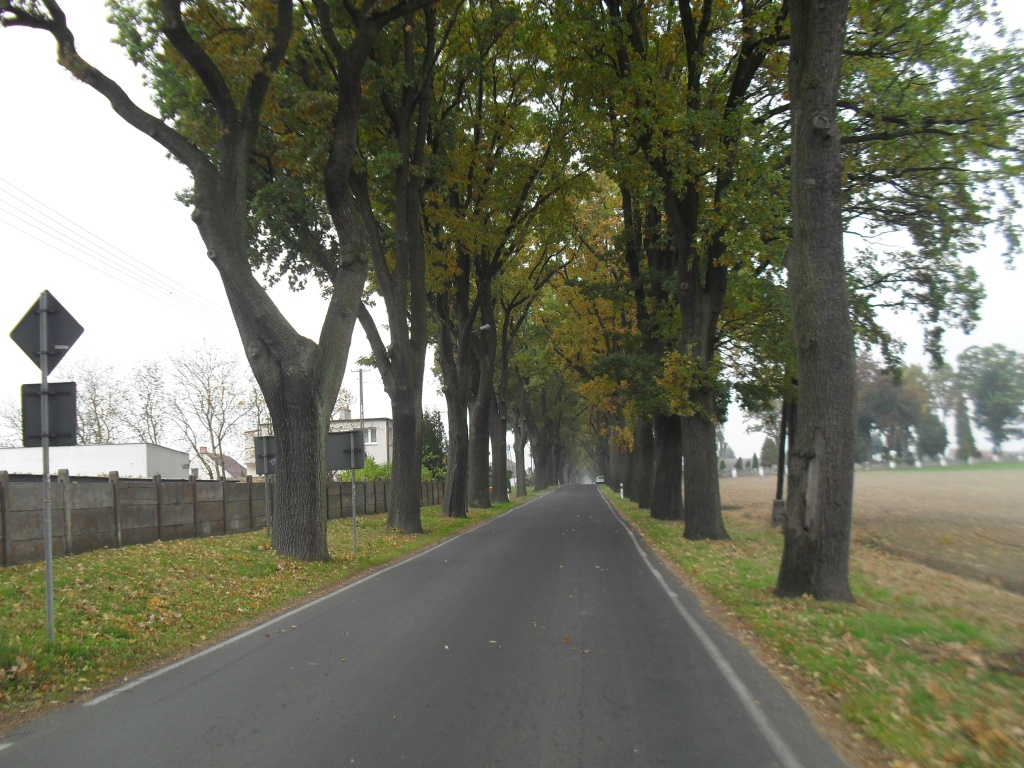
Droga wojewódzka nr 239 w Laskowicach

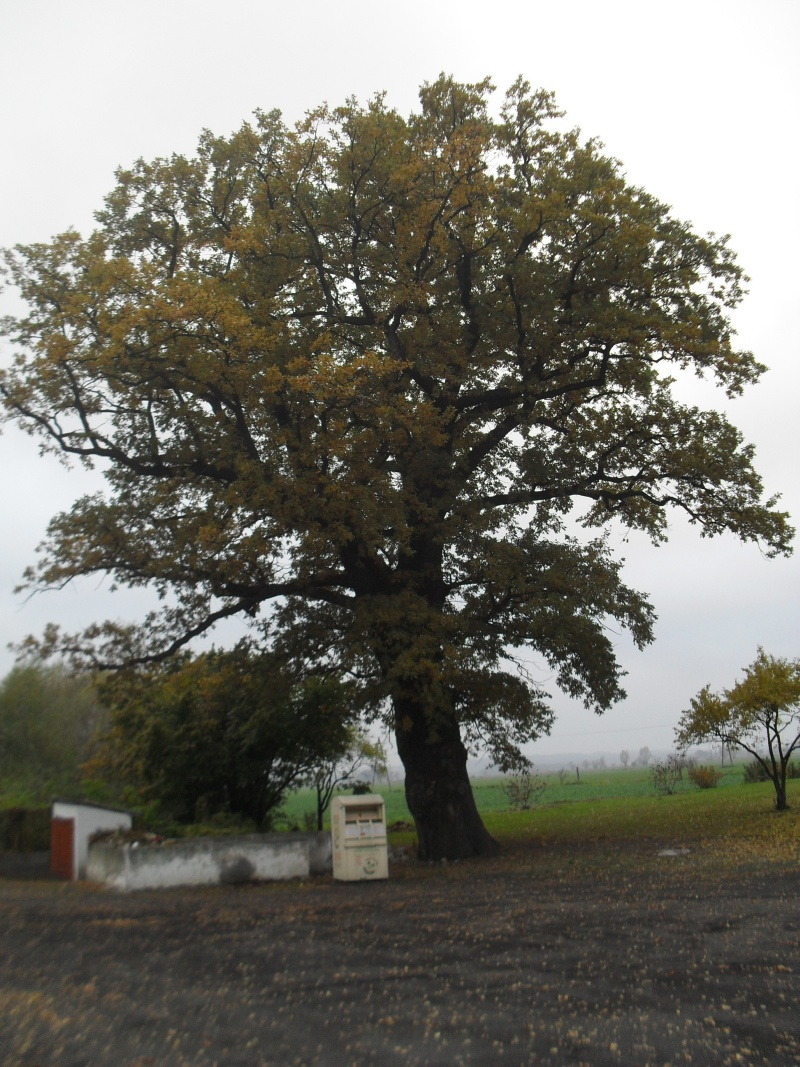
Pomnik przyrody – dąb szypułkowy o obwodzie 530 cm w Wielkim Lubieniu.

Powiat świecki – powiat w Polsce (w północnej części województwa kujawsko-pomorskiego), utworzony w 1999 roku w ramach reformy administracyjnej. Jego siedzibą jest miasto Świecie.
W skład powiatu wchodzą:
- gminy miejsko-wiejskie: Nowe, Pruszcz, Świecie
- gminy wiejskie: Bukowiec, Dragacz, Drzycim, Jeżewo, Lniano, Osie, Świekatowo, Warlubie
- miasta: Nowe, Pruszcz, Świecie

## Historia
Powiat świecki, będący od 1772 r. pod zaborem pruskim, powrócił do Polski 25 stycznia 1920 roku. Powierzchnia powiatu zajmowała po powiecie chojnickim drugie miejsce w województwie pomorskim. W okresie dwudziestolecia nie doszło do poważniejszych zmian granic powiatu. Jedyne znaczące przekształcenie nastąpiło w 1931 r., kiedy to odłączono jedenaście gmin wiejskich oraz trzy obszary dworskie i przyłączono je do powiatu tucholskiego. Jednocześnie ze zlikwidowanego powiatu gniewskiego włączono do powiatu świeckiego jedenaście gmin wiejskich.
W grudniu 1934 r. zgodnie z nową ustawą samorządową w powiecie świeckim były dwie gminy miejskie i czternaście gmin zbiorowych, dzielących się na sto trzydzieści siedem gromad, których powierzchnia wynosiła 1600 km². W pierwszych latach po odzyskaniu niepodległości nastąpił znaczny odpływ miejscowej ludności niemieckiej do Niemiec. Jednak pod koniec lat dwudziestych liczba ta zaczęła systematycznie rosnąć, by ponownie spaść po odłączeniu kilku bardziej zaludnionych gmin wiejskich w 1931 r.
Charakterystycznie kształtowały się w powiecie stosunki narodowościowe, gdzie dużą liczbę stanowili Niemcy. Ludność żydowska tworzyła niewielki stan liczbowy, który systematycznie spadał przez całe dwudziestolecie.

## Demografia
Liczba ludności (dane z 30 czerwca 2005):
|        | Ogółem | Ogółem | Kobiety | Kobiety | Mężczyźni | Mężczyźni |
| osób   | %      | osób   | %       | osób    | %         |           |
| ------ | ------ | ------ | ------- | ------- | --------- | --------- |
| Ogółem | 97 130 | 100    | 49 621  | 51,09   | 47 509    | 48,91     |
| Miasto | 32 089 | 33,04  | 16 764  | 17,26   | 15 325    | 15,78     |
| Wieś   | 65 041 | 66,96  | 32 857  | 33,83   | 32 184    | 33,13     |

▶Wieś vs ▶miasto
Ogółem (▶k, ▶m)
Miasto (▶k, ▶m)
Wieś (▶k, ▶m)

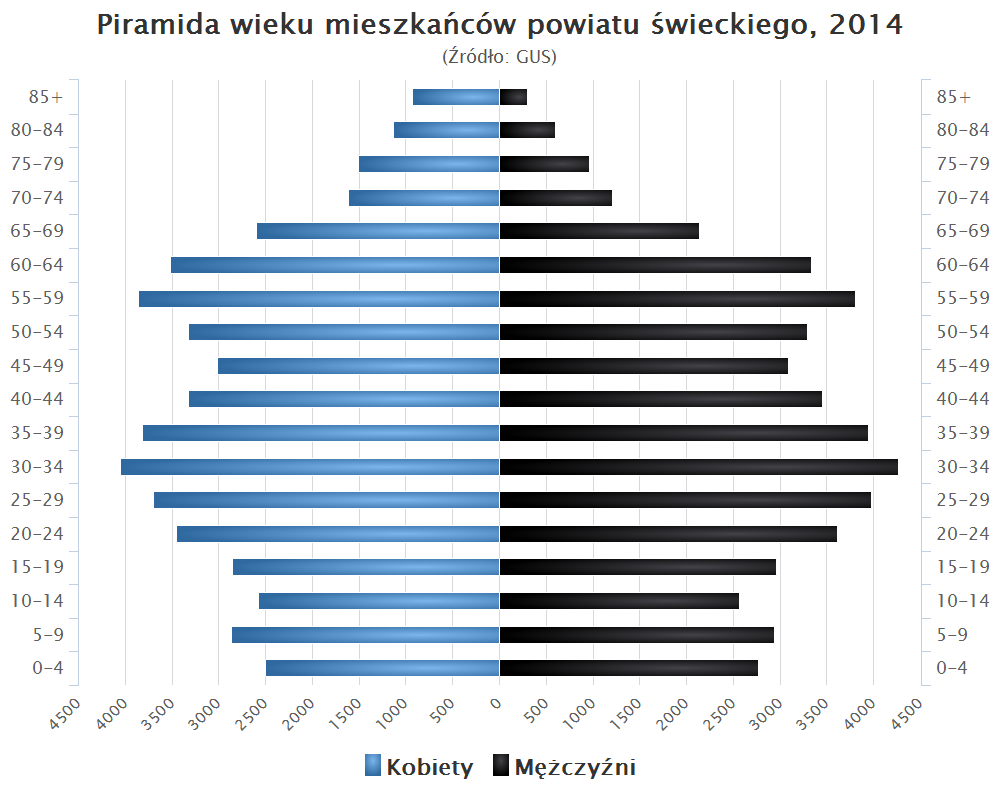
Piramida wieku mieszkańców powiatu świeckiego w 2014 roku

- Według danych z 31 grudnia 2019 roku[4] powiat zamieszkiwały 98 952 osoby. Natomiast według danych z 30 czerwca 2020 roku powiat zamieszkiwało 98 930 osób[5].

### Największe miejscowości
|    | Miejscowość    | Ludność | Rok spisu | Gmina            |
| 1  | Świecie        | 25 561  | 2008      | Gmina Świecie    |
| 2  | Nowe           | 6104    | 2009      | Gmina Nowe       |
| 3  | Pruszcz        | 2557    | 2008      | Gmina Pruszcz    |
| 4  | Osie           | 2520    | 2006      | Gmina Osie       |
| 5  | Laskowice      | 2499    | 2007      | Gmina Jeżewo     |
| 6  | Warlubie       | 2257    | 2010      | Gmina Warlubie   |
| 7  | Jeżewo         | 1753    | 2007      | Gmina Jeżewo     |
| 8  | Wielki Komorsk | 1735    | 2008      | Gmina Warlubie   |
| 9  | Grupa-Osiedle  | 1646    | 2006      | Gmina Dragacz    |
| 10 | Gruczno        | 1400    | 2006      | Gmina Świecie    |
| 11 | Świekatowo     | 1344    | 2009      | Gmina Świekatowo |
| 12 | Serock         | 1339    | 2008      | Gmina Pruszcz    |
| 13 | Bukowiec       | 1210    | 2007      | Gmina Bukowiec   |

## Gospodarka
Stopa bezrobocia w powiecie świeckim wynosi 11,7% (stan na koniec maja 2016). To drugi najniższy wynik w województwie kujawsko-pomorskim, wyłączając powiaty ziemskie i grodzkie miast wojewódzkich.

## Transport

### Transport drogowy

#### Drogi krajowe
- Autostrada A1 (Gdańsk – Warlubie – Nowe Marzy – Toruń – Łódź – Katowice – Gorzyczki granica państwa z Czechami)
- Droga ekspresowa S5 (5) (Nowe Marzy – Świecie – Bydgoszcz – Poznań – Wrocław – Lubawka granica państwa z Czechami)
- Droga krajowa nr 16 (Dolna Grupa – Grudziądz – Łasin – Iława – Olsztyn – Ełk – Augustów – Ogrodniki granica państwa z Litwą)
- Droga krajowa nr 91 (Gdańsk – Nowe – Świecie – Toruń – Łódź – Częstochowa)

#### Drogi wojewódzkie
- Droga wojewódzka nr 207 (Wielki Lubień – Michale 16)
- Droga wojewódzka nr 214 (Warlubie – Kościerzyna – Lębork – Łeba)
- Droga wojewódzka nr 217 (91 – Warlubie)
- Droga wojewódzka nr 238 (Warlubie – Osie)
- Droga wojewódzka nr 239 (Świecie – Laskowice – Drzycim – Lniano – Błądzim)
- Droga wojewódzka nr 240 (Świecie – Tuchola – Chojnice 22)
- Droga wojewódzka nr 245 (Gruczno – Kosowo – Chełmno)
- Droga wojewódzka nr 248 (Zbrachlin – Topolno – Borówno)
- Droga wojewódzka nr 272 (Dolna Grupa – Grupa – Jeżewo – Laskowice)
- Droga wojewódzka nr 377 (Nowe – Pieniążkowo)
- Droga wojewódzka nr 391 (Warlubie – Grupa)
- Droga wojewódzka nr 402 (Fletnowo – Wielki Lubień)

### Transport kolejowy
- Linia kolejowa nr 131 (Chorzów Batory – Bydgoszcz Główna – Laskowice Pomorskie – Warlubie – Twarda Góra – Tczew)
- Linia kolejowa nr 201 (Nowa Wieś Wielka – Bydgoszcz Leśna – Maksymilianowo – Serock – Świekatowo – Wierzchucin – Kościerzyna – Gdynia Port)
- Linia kolejowa nr 208 (Działdowo – Grudziądz – Dolna Grupa – Laskowice Pomorskie – Tuchola – Chojnice)
- Linia kolejowa nr 215 (Laskowice Pomorskie – Osie – Tleń – Czersk – Bąk)

## Pomniki przyrody
Na terenie powiatu znajduje się 258 pomników przyrody w tym 242 przyrody ożywionej i 16 nieożywionej.

## Starostowie świeccy
Na podstawie źródła:
- Marzena Kempińska (14 listopada 1998 – 15 grudnia 2014)
- Franciszek Koszowski (15 grudnia 2014 – 21 listopada 2018)
- Barbara Studzińska (21 listopada 2018 – nadal)

## Sąsiednie powiaty
- kujawsko-pomorskie: miasto Grudziądz, powiat grudziądzki, powiat chełmiński, powiat bydgoski, powiat tucholski
- pomorskie: powiat kwidzyński, powiat tczewski, powiat starogardzki